# Hans Engnestangen
Hans Engnestangen (28. března 1908 Brandbu – 9. května 2003 Brandbu) byl norský rychlobruslař.
Norského šampionátu se poprvé zúčastnil v roce 1927, o rok později závodil na Mistrovství Evropy pracujících. Na evropském šampionátu debutoval v roce 1931. Zvítězil na Mistrovství světa 1933 a o dva roky později vybojoval světový bronz. Zúčastnil se Zimních olympijských her 1936 (500 m – nenastoupil ke startu, 1500 m – 8. místo). Z Mistrovství Evropy 1937 si přivezl stříbrnou medaili. Poslední závody absolvoval v roce 1942.